# Китайский садик
Китайский садик — украшенный фонтанами садик в Петергофе, примыкающий к восточному крылу Монплезира.
До 1856—1866 годов на его месте была прибрежная лужайка, садик был создан после постройки Банного корпуса. Он создан в «китайском вкусе»: с извилистыми дорожками, горбатыми мостиками через ручейки, куртинами и цветниками. В середине садика сделана горка с фонтаном «Раковина», также на горке стоит скульптура «Амур и Психея». Кроме «Раковины», в садике расположен фонтан «Ваза».
Сад был разбит по проекту Э. Л. Гана, работами руководили садовый мастер Ю. Х. Бальтазар и фонтанный мастер Г. Штокмар.
Послевоенная реставрация была проведена в 1956 году по исходным чертежам.
Скульптура «Амур и Психея» повторяет статую, сделанную римским мастером по греческому образцу во II веке до н. э. Изначально данная копия входила в коллекцию герцога Лейхтенбергского и стояла в Сергиевке на специально для неё изготовленном в 1790—1810 годах мраморном постаменте, круглой колонке с каннелюрами, профилированными карнизом и базой, украшенной посередине широким поясом с рельефными гирляндами из перехваченных лентами листьев на четырёх розетках. В 1930 году скульптура и пьедестал были перенесены в Нижний парк к фонтану «Ева». Во время Великой Отечественной войны скульптурная группа была скрыта под землёй (пьедестал оставался на своём месте), извлечена в ноябре 1944 года и установлена на прежнее место летом 1945 года. В Китайский садик скульптура была поставлена в 1956 году. Гальванопластическая позолоченная копия «Амура и Психеи» входит в оформление Нижнего грота Большого каскада. Также мраморную скульптурную группу можно увидеть в павильоне «Каменное зало» Верхнего парка Ораниенбаума, ещё одна копия украшает западный партерный садик Китайского дворца.
Также в садике установлена мраморная копия статуи «Антиной» с греческого мраморного оригинала I века до н. э. В 1931 году эта скульптура была вывезена из Фонтанного дома, в Китайском садике её в 1932 году установили на песчаниковый каннелированный постамент с профилированной базой и восьмиугольным основанием. Как и «Амур и Психея», «Антиной» хранился под землёй во время войны, был извлечён в ноябре 1944 года и установлен на место в 1947 году (после реставрации постамента). Другие копии статуи можно встретить в Петергофе на Монплезирской аллее (мраморная копия) и на западной лестнице Большого каскада (статуя из бронзы с позолотой).
С 1926 по 1946 год в садике также стоял Мужской бюст, перенесённый сюда с балюстрады Большого Меншиковского дворца и установленный позднее сначала на Верхнюю террасу Большого каскада, а потом в Большой грот.